# Schimmelende toortsgalmug
De schimmelende toortsgalmug (Asphondylia verbasci) is een muggensoort uit de familie van de galmuggen (Cecidomyiidae). De wetenschappelijke naam van de soort is voor het eerst geldig gepubliceerd in 1827 door Vallot.